# Albert Hehn
Pour les articles homonymes, voir Hehn.
Albert Hehn (né le 17 décembre 1908 à Lauda, mort le 29 juillet 1983 à Hambourg) est un acteur allemand.

## Biographie
Hehn monte pour la première sur la scène en 1929 au Deutsches Schauspielhaus et se fait connaître en 1934 en interprétant Ferdinand dans Cabale et Amour de Schiller.
Il obtient son premier rôle au cinéma en 1938 dans le film de propagande Kameraden auf See et jouera l'officier dans d'autres film du genre.
En 1946, Hehn obtient un engagement au Stadttheater Passau est invité dans d'autres villes. Il joue encore au cinéma, le plus souvent avec un uniforme. Dans les années 1950 et 1960, il est présent dans des séries télévisées.
Albert Hehn fait un premier mariage avec Annemarie Grefitza qui lui donne un enfant. En 1943, il épouse l'actrice autrichienne Elfriede Datzig, de qui il a un fils Christoph-Michael en 1944. Elle meurt à l'âge de 23 ans d'une réaction allergique à la pénicilline. Il épouse peu après l'actrice Jeanette Schultze avec qui il a une fille, Jeannette-Micheline. Il fait un autre mariage avec Gardy Artinger, une ancienne Miss Bavière. Un de leurs quatre enfants sera l'acteur Sascha Hehn. Il fait un dernier mariage avec Ursula Seeger.

## Filmographie
- 1938 : Kameraden auf See
- 1938 : Pour le Mérite
- 1938 : Schatten über St. Pauli
- 1939 : Legion Condor
- 1939 : Drei Unteroffiziere
- 1939 : Kennwort Machin
- 1939 : Une cause sensationnelle
- 1941 : Stukas
- 1941 : Jungens
- 1941 : Annelie
- 1943 : Tonelli
- 1943 : Du gehörst zu mir
- 1944 : Freitag, der 13.
- 1944 : Seinerzeit zu meiner Zeit
- 1944 : Der Täter ist unter uns
- 1944 : Famille Buchholz
- 1944 : Neigungsehe
- 1948 : L'Homme à l'étoile changeante
- 1949 : Die Brücke
- 1949 : Martina est-elle déshonorée ?
- 1950 : Der Fall Rabanser
- 1950 : Kennen Sie Berlin?
- 1952 : Mönche, Mädchen und Panduren
- 1952 : Traumschöne Nacht
- 1952 : Les plaisirs de Paris
- 1953 : Le Moulin tragique
- 1954 : La Croix du sentier des chasseurs
- 1954 : Unternehmen Edelweiß
- 1955 : L'Espion de Tokyo (de)
- 1955 : C'est arrivé le 20 juillet
- 1955 : Das Forsthaus in Tirol
- 1956 : Todos somos necesarios
- 1957 : Das Glück liegt auf der Straße
- 1957 : Rapsodia de sangre
- 1957 : Sous le signe de la croix
- 1957 : El batallón de las sombras
- 1957 : Saranno uomini
- 1957 : Zwei Bayern im Harem
- 1957 : Der Stern von Afrika
- 1958 : Hospital general
- 1958 : Les Diables verts de Monte Cassino
- 1958 : Nackt, wie Gott sie schuf
- 1958 : Heiße Ware
- 1959 : L'Espion du Caire
- 1959 : Cour martiale
- 1959 : L'Espionne rousse
- 1960 : Les Honneurs de la guerre
- 1960 : …und keiner schämte sich
- 1960 : Es ist soweit
- 1967 : Les Fausses Vierges
- 1968 : Vulkan der höllischen Triebe
- 1970 : X + YY: Formel des Bösen
- 1973 : Skihaserl-Report

Télévision
- 1955 : Der grüne Kakadu
- 1959 : Das Land, das meine Sprache spricht
- 1960 : Ein Weihnachtslied in Prosa
- 1961 : Der Mann von drüben
- 1963 : Geliebt in Rom
- 1964 : Bericht von den Inseln
- 1964 : Das Kriminalmuseum – Der Fahrplan
- 1964 : Sechs Stunden Angst
- 1965 : Alarm in den Bergen
- 1966 : Der Mann mit der Puppe
- 1966 : Raumpatrouille - Invasion
- 1970 : Der Kommissar – Messer im Rücken

## Source de la traduction
- (de) Cet article est partiellement ou en totalité issu de l’article de Wikipédia en allemand intitulé « Albert Hehn » (voir la liste des auteurs).